# Central Eléctrica del Mediodía
La antigua Central Eléctrica del Mediodía era una fábrica de electricidad cuya construcción fue proyectada en 1899 y ejecutada por el arquitecto Jesús Carrasco-Muñoz y el ingeniero José María Hernández. En 2008, su edificio, situado entre las calles del Gobernador, de la Alameda, Cenicero y Almadén de Madrid, se convirtió en la sede del CaixaForum Madrid. Además, está integrado en el paisaje cultural denominado Paisaje de la Luz, declarado Patrimonio de la Humanidad de la Unesco.

## Descripción
La antigua Central Eléctrica del Mediodía se proyectó en 1899, obteniendo la licencia de construcción el 28 de noviembre de 1900 promovida por el empresario José Batlle. El proyecto indicaba la construcción de una fábrica de electricidad de la Sociedad Eléctrica del Mediodía a partir de la combustión de carbón para abastecer de energía al sector sur del casco antiguo de Madrid. Fue desarrollado por el arquitecto Jesús Carrasco-Muñoz y Encina y el ingeniero José María Hernández, que también se encargaron, junto con Batlle, de la construcción simultánea de otro edificio de la Central Eléctrica de Chamberí.
El edificio de la Central Eléctrica del Mediodía se ubicó sobre el solar de la antigua fábrica de bujías La Estrella. Se trataba de una construcción de ladrillo visto, con una composición de vanos y detalles ornamentales también en ladrillo, habituales de la arquitectura neomudéjar de finales del siglo XIX en Madrid. Contaba con dos grandes naves paralelas de dos plantas y cubierta a dos aguas, con entradas gemelas por Almadén y un patio trasero. Una de sus originalidades era la resolución del remate de las fachadas principales. Contaba con un zócalo de granito lo que, junto con las dos naves paralelas en ladrillo macizo, reproducía la estructura industrial de fábrica característica de las centrales eléctricas que se construyeron a finales del siglo XIX y principios del XX en Madrid.
La fábrica se equipó con tres calderas de vapor construidas por la Maquinista Naval en Mahón, tres motores de vapor horizontales de 120 caballos creados en Inglaterra y tres dinamos de corriente antigua de 80 kW de la casa Oerlikon de Zúrich para conseguir el suministro eléctrico del sector sur del casco antiguo de Madrid por combustión de carbón.

## Historia
Es uno de los pocos edificios de arquitectura industrial modernista presentes en el casco antiguo de Madrid, entre los que se encuentran la subestación del Cerro de la Plata o la Central Eléctrica de Mazarredo.
En 1910, la titularidad pasó a la Unión Eléctrica Madrileña. En 1916, una de sus naves fue reformada por el arquitecto Modesto López Otero para reforzar la estructura con la intención de albergar una nueva batería de acumuladores. En 1921, contigua a la Central Eléctrica de Mediodía se construyó otra central eléctrica en la calle del Gobernador para suministrar energía a los tranvías de Madrid. En 1989 y 1996, Sebastián Mateu Bausells y Gilbert Barbany Fontdevila plantearon proyectos de rehabilitación del edificio que nunca llegaron a llevarse a cabo. En 1997, el Plan General de Madrid le otorgó la protección parcial.

### CaixaForum Madrid
En 2001, el edificio fue adquirido por la Fundación "la Caixa" a la ONCE, su propietario en ese momento, para ubicar en él su sede cultural, CaixaForum. El proyecto de remodelación y adaptación, se realizó en 2003 a cargo del estudio de arquitectura suizo Herzog & de Meuron.
Del edificio original, solo se conservó la fachada tras esta reforma, siendo restaurada de manera artesanal la fachada de ladrillo. Hasta ese momento, se conservaban de la antigua fábrica la carbonera y los depósitos de agua que servían para generar corriente continua. Además, se sustituyó el zócalo de granito que rodeaba la fábrica por una estructura de aspecto etéreo. La superficie se quintuplicó respecto al inmueble original, llegando hasta los 10.000 m2.